# Abhinav Bindra
Abhinav Bindra (n. 28 septembrie 1982, Dehradun, Uttar Pradesh, India) este un trăgător de tir ce a reprezentat India, medaliat olimpic. A participat la 3 ediții ale Jocurilor Olimpice (2008, 2012, 2016) în care a câștigat o medalie de aur.